# Maculinea ussuriensis
Maculinea ussuriensis är en fjärilsart som beskrevs av Leo Andrejewitsch Sheljuzhko 1928. Maculinea ussuriensis ingår i släktet Maculinea och familjen juvelvingar. Inga underarter finns listade i Catalogue of Life.